# Andreas Wåhlin
Andreas Wåhlin, född 24 februari 1661 i Vårdnäs församling, Östergötlands län, död 12 augusti 1725 i Östra Stenby församling, Östergötlands län, var en svensk präst.

## Biografi
Andreas Wåhlin föddes 1661 i Vårdnäs församling. Han var son till bonden Jonas Andersson och Brita Nilsdotter. Wåhlin blev 2 juni 1693 student vid Uppsala universitet och prästvigdes 19 december 1694. Han blev 1695 komminister i Kisa församling och 1710 kyrkoherde i Östra Stenby församling. Wåhlin avled 1725 i Östra Stenby församling.

### Familj
Wåhlin gifte sig första gången 19 januari 1697 med Ingeborg Bellnerus (1673–1707). Hon var dotter till kyrkoherden Magnus Bellnerus i Gistads församling. De fick tillsammans barnen Birta Wåhlin som var gift med kyrkoherden Lars Schenmark i Östra Ny församling, domprosten Jonas Wåhlin i Lunds domkyrkoförsamling, kyrkoherden Magnus Wåhlin i Gryts församling, Christina (1703–1744), Catharina Wåhlin som var gift med kyrkoherden Johan Christer Duræus i Dagsbergs församling och kyrkoherden Petrus Wåhlin i Skabersjö församling.
Wåhlin gifte sig andra gången 10 augusti 1709 med Anna Brita Reftelius (1662–1710). Hon var dotter till kontraktsprosten P. J. Reftelius. Reftelius var änka efter kyrkoherden Andreas Tiliander i Sunds församling.
Wåhlin gifte sig tredje gången 13 juli 1711 med Maria Schultz (död 1742) från Östra Stenby församling. De fick tillsammans barnen Barbara Wåhlin (1712–1774) som var gift med sockenmannen Sven Stenberg i Östra Stenby församling och Ingeborg Wåhlin (1713–1777) som var gift med vice häradshövdingen Knut Friberger i Tåby församling.